# Le Châtelier
Le Châtelier – miejscowość i gmina we Francji, w regionie Grand Est, w departamencie Marna. Nazwa miejscowości pochodzi od łac. castellum, "miejsce warowne", "zamek", por. kasztel.
Według danych na rok 1990 gminę zamieszkiwało 79 osób, a gęstość zaludnienia wynosiła 7 osób/km².